# Ministero della marina (Giappone)
Il Ministero della marina (海軍省?, Kaigunshō) fu un dicastero governativo dell'Impero Giapponese incaricato di sottendere agli affari amministrativi della Marina imperiale esistito, in forma continuativa, dal 1872 al 1945.

## Storia

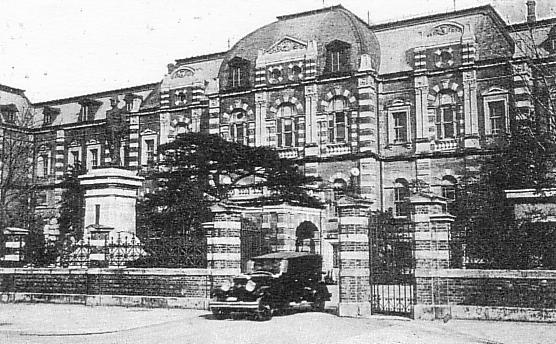
Ministero della marina, 1930

Il Ministero della marina fu creato nel febbraio 1872 insieme al Ministero della guerra per sostituire il Ministero degli affari militari (兵部省, Hyōbushō) del primo gabinetto Meiji. 
Inizialmente il Ministero era responsabile sia dell'amministrazione che del comando operativo della Marina imperiale giapponese. Tuttavia, con la creazione dello stato maggiore della Marina nel maggio 1893, rimase solo con funzioni amministrative. 
"Il ministero era responsabile del bilancio navale, della costruzione delle navi, dell'approvvigionamento di armi, del personale, dei rapporti con la Dieta e del Gabinetto e di ampie questioni di politica navale. Lo stato maggiore dirigeva le operazioni della flotta e la preparazione dei piani di guerra". La carica di ministro della marina era politicamente potente. Sebbene dopo l'istituzione del sistema di governo che sostituì il Gran consiglio di Stato, nel 1885, il ministro della marina fosse un membro del Gabinetto, questi rispondeva direttamente all'imperatore (il comandante in capo di tutte le forze armate giapponesi ai sensi della costituzione Meiji) e non al primo ministro. 
Fino agli anni '20, il Ministero della marina aveva il sopravvento sullo stato maggiore della Marina in termini di influenza politica. Tuttavia, gli ufficiali dello stato maggiore della Marina trovarono un'opportunità alla Conferenza navale di Washington nel 1921-1922 per migliorare la loro situazione. In questo incontro, Stati Uniti e Regno Unito vollero stabilire un rapporto navale mondiale, chiedendo ai giapponesi di limitarsi a una marina più piccola rispetto alle potenze occidentali. Il Ministero della marina era disposto ad accettare questo, cercando di mantenere l'Alleanza anglo-giapponese, ma lo stato maggiore della Marina rifiutò. La Marina imperiale si divise nelle cricche politiche della Fazione della Flotta e della Fazione del Trattato, reciprocamente ostili. Alla fine, il trattato fu firmato dal Giappone, ma terminò nel 1934. Negli anni '30, con l'aumento del militarismo giapponese, la Fazione della Flotta guadagnò gradualmente il predominio sulla Fazione del Trattato e arrivò a dominare lo stato maggiore della marina, che spinse verso l'attacco di Pearl Harbor nonostante la resistenza del Ministero della marina. 
Dopo il 1937, sia il ministro della marina che il capo di stato maggiore della marina erano membri del Quartier generale imperiale. Con la sconfitta dell'Impero giapponese nella seconda guerra mondiale, il Ministero della marina fu soppresso insieme alla Marina dalle autorità d'occupazione americane nel novembre 1945 e non fu ricostituito nella Costituzione del Giappone del dopoguerra.

## Organizzazione

### Divisioni operative interne
- Ufficio affari militari
- Ufficio mobilizzazione
- Ufficio affari tecnici
- Ufficio personale
- Ufficio addestramento
- Ufficio affari sanitari
- Ufficio cantieri navali
- Ufficio costruzioni navali
- Ufficio affari giuridici
- Ufficio affari economici e amministrativi

### Divisioni operative esterne
- Ufficio per l'aviazione navale
- Accademia navale
- Istituto di guerra marittima
- Scuola di amministrazione della Marina
- Scuola di sanità della Marina
- Scuola del genio navale
- Divisione sommergibili
- Divisione canali e idrovie
- Dipartimento tecnico navale
- Tribunale della Marina
- Tribunale della Marina di Tokyo
- Divisione guerra chimica
- Divisione radio e radar
- Ufficio sussistenza e trasporti
- Divisione costruzioni navali
- Divisione manutenzioni e riparazioni navali
- Divisione armi d'attacco speciali
- Divisione di reazione rapida
- Divisione addestramento aviazione navale
- Dipartimento informazioni navali del Ministero della Marina

## Ministri della marina
| Numero | Nome                | Fotografia   | Gabinetto         | Mandato           | Mandato           |
| Numero | Nome                | Fotografia   | Gabinetto         | Inizio mandato    | Fine mandato      |
| ------ | ------------------- | ------------ | ----------------- | ----------------- | ----------------- |
| 1      | Saigō Jūdō          |              | Itō I             | 22 dicembre 1885  | 30 aprile 1888    |
| 2      | Saigō Jūdō          | Kuroda       | 30 aprile 1888    | 24 dicembre 1889  |                   |
| 3      | Saigō Jūdō          | Yamagata I   | 24 dicembre 1889  | 17 maggio 1890    |                   |
| 4      | Kabayama Sukenori   | Yamagata I   |                   | 17 maggio 1890    | 6 maggio 1891     |
| 5      | Kabayama Sukenori   | Matsukata I  | 6 maggio 1891     | 8 agosto 1892     |                   |
| 6      | Nire Kagenori       |              | Itō II            | 8 agosto 1892     | 11 marzo 1893     |
| 7      | Saigō Jūdō          |              | Itō II            | 11 marzo 1893     | 11 settembre 1896 |
| 8      | Saigō Jūdō          | Matsukata II | 11 settembre 1896 | 12 gennaio 1898   |                   |
| 9      | Saigō Jūdō          | Itō III      | 12 gennaio 1898   | 30 giugno 1898    |                   |
| 10     | Saigō Jūdō          | Ōkuma I      | 30 giugno 1898    | 8 novembre 1898   |                   |
| 11     | Yamamoto Gon'nohyōe |              | Yamagata II       | 8 novembre 1898   | 19 ottobre 1900   |
| 12     | Yamamoto Gon'nohyōe | Itō IV       | 19 ottobre 1900   | 2 Jun 1901        |                   |
| 13     | Yamamoto Gon'nohyōe | Katsura I    | 2 giugno 1901     | 7 gennaio 1906    |                   |
| 14     | Saitō Makoto        |              | Saionji I         | 7 gennaio 1906    | 14 luglio 1908    |
| 15     | Saitō Makoto        | Katsura II   | 14 luglio 1908    | 30 agosto 1911    |                   |
| 16     | Saitō Makoto        | Saionji II   | 30 agosto 1911    | 21 dicembre 1912  |                   |
| 17     | Saitō Makoto        | Katsura III  | 21 dicembre 1912  | 20 febbraio 1913  |                   |
| 18     | Saitō Makoto        | Yamamoto I   | 20 febbraio 1913  | 16 aprile 1914    |                   |
| 19     | Yashiro Rokurō      |              | Ōkuma II          | 16 aprile 1914    | 8 ottobre 1915    |
| 20     | Katō Tomosaburō     |              | Ōkuma II          | 8 ottobre 1915    | 9 ottobre 1916    |
| 21     | Katō Tomosaburō     | Terauchi     | 9 ottobre 1916    | 29 settembre 1918 |                   |
| 22     | Katō Tomosaburō     | Hara         | 29 settembre 1918 | 13 novembre 1921  |                   |
| 23     | Katō Tomosaburō     | Takahashi    | 13 novembre 1921  | 12 giugno 1922    |                   |
| 24     | Katō Tomosaburō     | Katō         | 12 giugno 1922    | 15 maggio 1923    |                   |
| 25     | Takarabe Takeshi    | Katō         |                   | 15 maggio 1923    | 2 settembre 1923  |
| 26     | Takarabe Takeshi    | Yamamoto II  | 2 settembre 1923  | 7 gennaio 1924    |                   |
| 27     | Murakami Kakuichi   |              | Kiyoura           | 7 gennaio 1924    | 11 giugno 1924    |
| 28     | Takarabe Takeshi    |              | Katō              | 11 giugno 1924    | 30 gennaio 1926   |
| 29     | Takarabe Takeshi    | Wakatsuki I  | 30 gennaio 1926   | 20 aprile 1927    |                   |
| 30     | Okada Keisuke       |              | Tanaka            | 20 aprile 1927    | 2 luglio 1929     |
| 31     | Takarabe Takeshi    |              | Hamaguchi         | 2 luglio 1929     | 3 ottobre 1930    |
| 32     | Kiyokazu Abo        |              | Hamaguchi         | 3 ottobre 1930    | 14 aprile 1931    |
| 33     | Kiyokazu Abo        | Wakatsuki II | 14 aprile 1931    | 13 dicembre 1931  |                   |
| 34     | Mineo Ōsumi         |              | Inukai            | 13 dicembre 1931  | 26 maggio 1932    |
| 35     | Okada Keisuke       |              | Saitō             | 26 maggio 1932    | 9 gennaio 1933    |
| 36     | Mineo Ōsumi         |              | Saitō             | 9 gennaio 1933    | 8 luglio 1934     |
| 37     | Mineo Ōsumi         | Okada        | 8 luglio 1934     | 9 marzo 1936      |                   |
| 38     | Osami Nagano        |              | Hirota            | 9 marzo 1936      | 2 febbraio 1937   |
| 39     | Mitsumasa Yonai     |              | Hayashi           | 2 febbraio 1937   | 4 giugno 1937     |
| 40     | Mitsumasa Yonai     | Konoe I      | 4 giugno 1937     | 5 gennaio 1939    |                   |
| 41     | Mitsumasa Yonai     | Hiranuma I   | 5 gennaio 1939    | 30 agosto 1939    |                   |
| 42     | Zengo Yoshida       |              | Abe               | 30 agosto 1939    | 16 gennaio 1940   |
| 43     | Zengo Yoshida       | Yonai        | 16 gennaio 1940   | 22 luglio 1940    |                   |
| 44     | Zengo Yoshida       | Konoe II     | 22 luglio 1940    | 5 settembre 1940  |                   |
| 45     | Koshirō Oikawa      | Konoe II     |                   | 5 settembre 1940  | 18 luglio 1941    |
| 46     | Koshirō Oikawa      | Konoe III    | 18 luglio 1941    | 18 ottobre 1941   |                   |
| 47     | Shigetarō Shimada   |              | Tōjō              | 18 ottobre 1941   | 17 luglio 1944    |
| 48     | Naokuni Nomura      |              | Tōjō              | 17 luglio 1944    | 22 luglio 1944    |
| 49     | Mitsumasa Yonai     |              | Koiso             | 22 luglio 1944    | 7 aprile 1945     |
| 50     | Mitsumasa Yonai     | Suzuki       | 7 aprile 1945     | 17 agosto 1945    |                   |
| 51     | Mitsumasa Yonai     | Higashikuni  | 17 agosto 1945    | 9 ottobre 1945    |                   |
| 52     | Mitsumasa Yonai     | Shidehara    | 9 ottobre 1945    | 1º dicembre 1945  |                   |